# Circuit del Vallès
El Circuit del Vallès fou un circuit permanent de motocròs d'alt nivell que tingué activitat entre 1968 i 1984. Ubicat al Vallès Occidental, en terrenys aleshores de la Mancomunitat de Sabadell i Terrassa i actualment al terme municipal de Terrassa, durant tota la seva existència fou seu del Gran Premi d'Espanya de Motocròs de 250 cc (tret de 1984, en què ho fou del de Sidecarcross).

## Situació
El Circuit del Vallès era situat al costat mateix de la carretera de Sabadell a Terrassa, concretament al quilòmetre 15,500, al costat esquerre anant en direcció Terrassa (vora el veïnat de Torrebonica). Ocupava una extensa fondalada, estenent-se tant pel terreny enclotat com pels vessants costeruts que l'envoltaven, en terres que havien pertangut a una antiga masia les ruïnes de la qual romanien dempeus al bell mig del circuit.
Amb el temps s'hi construí una estació elèctrica al límit superior, tocant la carretera, avui dia encara en funcionament. A banda, tota la resta del circuit era envoltat de petits horts i camps de conreu, així com de bosc i de terrenys erms. Durant l'època de gran especulació urbanística que seguí al seu tancament, tant el circuit com aquests terrenys foren considerablement urbanitzats.

## Característiques

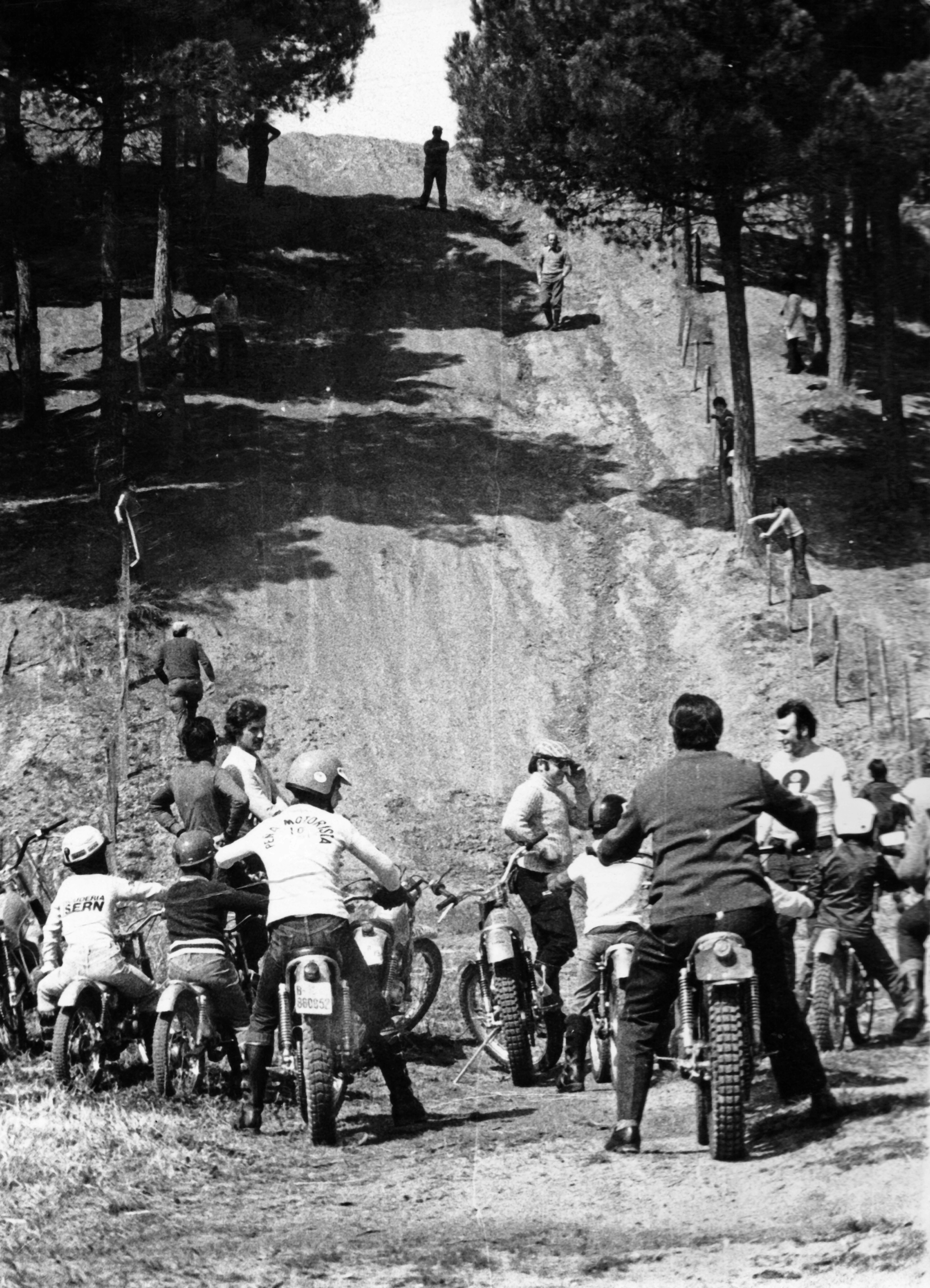
La "Pujada dels pins" el

El circuit pròpiament dit feia uns 2.200 metres de llargada i una amplada considerable (variable segons la zona), i es recorria en el sentit de les busques del rellotge. A la part enclotada hi havia la gran recta de sortida, d'uns 200 metres de llarg per uns 50 d'ample, que acabava en un impressionant salt seguit d'un revolt a l'esquerra. Aquest punt era un dels més espectaculars del recorregut i s'hi concentrava un públic nombrós per tal de veure al sortida a tota velocitat de la cinquantena de corredors que hi participaven. Passat el revolt en venien uns pocs més fins a arribar a la popular "Pujada dels pins", una fortíssima i llarga rampa, estreta i envoltada de pins, que enllaçava la part enfonsada del circuit amb l'alta.
La part superior era molt ràpida i acabava en una forta baixada que enllaçava poc més endavant amb una llarga pujada (no tan inclinada com la dels pins) que culminava en un ràpid salt a la dreta. La zona plana compresa entre les esmentades baixada i pujada es coneixia com a "la Banyera" per la quantitat de fang que s'hi acumulava, atès que per sota hi havia aigües somes i acostumaven a sobreeixir.
Passat el salt que seguia a la "banyera" s'enllaçava amb una zona de salts en baixada, vorejant les ruïnes de la masia, fins a tornar a pujar a la zona alta. Allà calia superar un llarg tram de salts de pujada i de baixada conegut com a "Gran Canyó del Colorado", ja que era encerclat d'alts marges, fins que passat un fort salt de baixada i revolt a la dreta es tornava a enllaçar amb la recta de sortida. A banda dels trams esmentats, molts altres rebien un nom popular, entre els quals "la Paella", "el Tobogan", etc.

### Equipaments i serveis
El circuit s'arranjava i es preparava cada any de cara al Gran Premi, proveint-lo de tots els serveis que havia de menester per a aquella intensa setmana d'entrenaments i les curses del cap de setmana. Així, se'n tancava tot el perímetre i s'instal·laven taquilles als accessos, habilitant-hi pàrquings espaiosos (l'afluència de públic era tan abundant que els col·lapses circulatoris a la sortida eren importants). Dins el recinte hi havia la zona de boxes per als participants, zona de premsa, cronometratges i direcció de cursa, més els serveis elementals: dutxes per als corredors, lavabos, bars, venda de marxandatge i altres.
El traçat del circuit es delimitava totalment amb bales de palla, estaques i/o tanques metàl·liques, i s'instal·laven tribunes i marcadors a la recta de sortida. Al costat d'aquesta recta s'hi posaven alts pals amb les banderes dels estats participants. Pertot s'hi veien plafons i banderes publicitàries amb anunciants diversos, destacant-ne els dels principals patrocinadors (Pirelli, Banco de Vizcaya, La Caixa). També hi havia un parell de ponts en diferents punts del circuit per tal de permetre el pas d'un costat a l'altre.

## Història

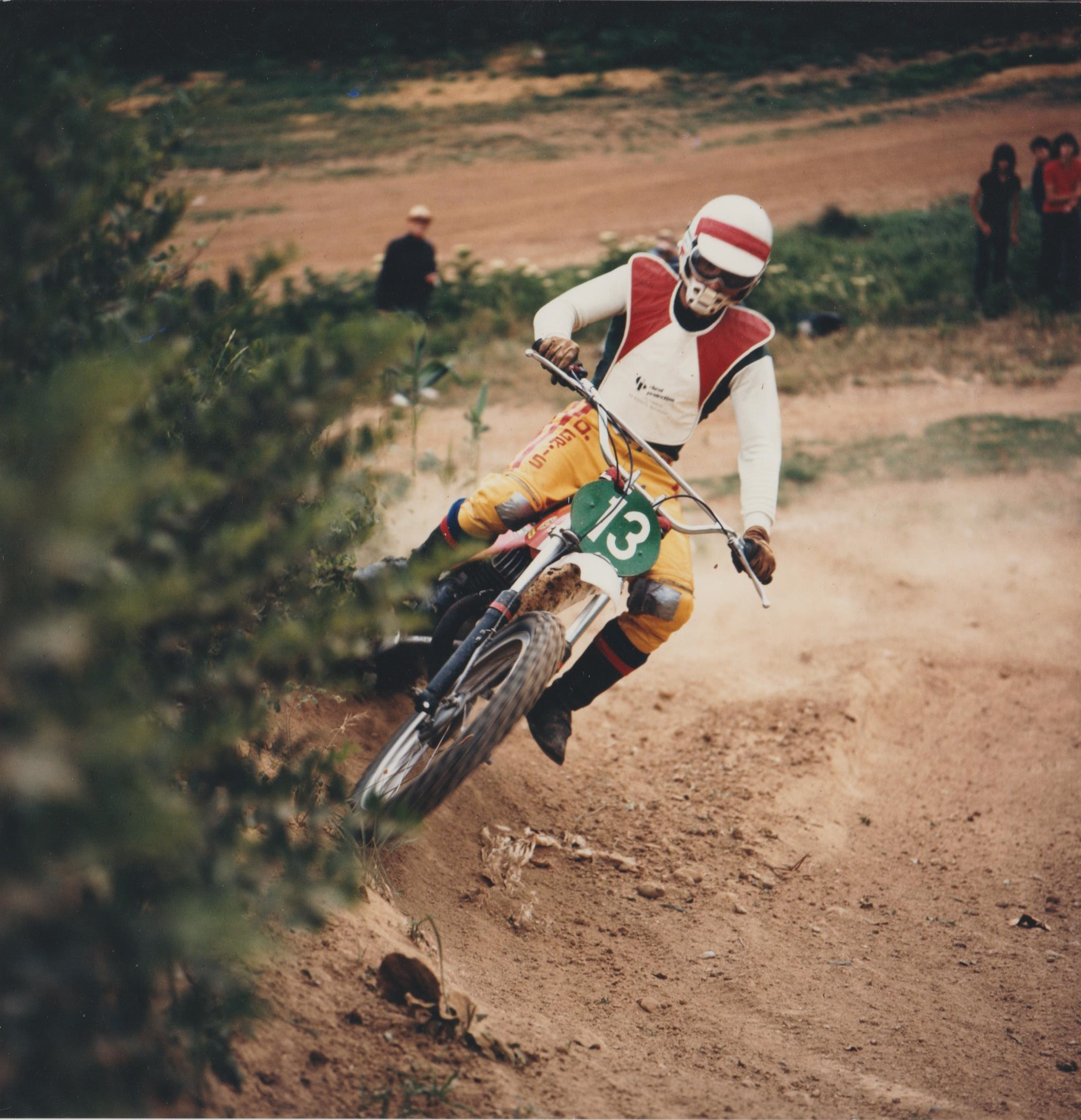
Domingo Gris amb la Pursang al circuit del Vallès el 1973

L'any 1964, la Penya Motorista 10 x Hora de Barcelona (entitat organitzadora del Gran Premi d'Espanya de motocròs), agafà el relleu de l'antic Moto Club Ruta, que el 1960 havia començat a organitzar el Moto-cross Internacional de Barcelona, esdevingut Gran Premi puntuable per al Campionat del Món de motocròs de 250 cc a partir de 1962. Aquella cursa es disputà els quatre primers anys en un circuit habilitat als terrenys d'un antic camp de golf de Pedralbes, a l'actual Zona Universitària. Atès que l'emplaçament original entrà en fase d'urbanització, a partir de 1964 se'n cercà un de millor, resultant ser el Circuit de Santa Rosa a Santa Coloma de Gramenet (a l'actual barri de Santa Rosa). Com que el motocròs evolucionava ràpidament, aquell circuit quedà petit i el 1967 s'hi disputà el Gran Premi per darrer cop, decidint construir un circuit més adient de cara a l'any següent. Després de cercar pels voltants, els organitzadors optaren pels terrenys de la Mancomunitat Sabadell-Terrassa i hi dissenyaren i construïren el "Circuit del Vallès" nou de trinca, que s'estrenà el 1968 tal com era previst. Durant la seva època de servei, aquest circuit fou tingut pels experts com un dels millors del món tant pel seu traçat com per l'acurada organització del Gran Premi.
Després de disputar-s'hi el Gran Premi de motocròs ininterrompudament fins a 1983, la temporada de 1984 s'hi deixà de celebrar perquè la FIM decidí d'introduir canvis al calendari d'aquell any, compensant però als organitzadors amb l'assignació del Gran Premi d'Espanya de sidecarcross, puntuable per al Campionat del Món. Aquest Gran Premi no tingué continuïtat, i cap a 1985 el circuit hagué de suspendre les seves activitats, víctima de l'especulació urbanística i el creixement de les poblacions circumdants.

### Principals esdeveniments
Els esdeveniments internacionals que acollí el Circuit del Vallès al llarg de la seva història foren aquests:
| Esdeveniment                 | Organitzador              | Data usual    | De   | A    | Edicions |
| ---------------------------- | ------------------------- | ------------- | ---- | ---- | -------- |
| GP d'Espanya de 250cc        | Penya Motorista 10 x Hora | A l'abril     | 1968 | 1983 | 16       |
| GP d'Espanya de Sidecarcross | Penya Motorista 10 x Hora | 9 de setembre | 1984 | 1984 | 1        |
| Total                        |                           |               |      |      | 17       |

### El Gran Premi
El "Gran Premi del Vallès", com es coneixia també el Gran Premi d'Espanya de 250cc, era tradicionalment el primer de la temporada i es disputava a començaments d'abril. En ser la primera cursa de la temporada, aixecava gran expectació internacional i sovint s'hi aplegaven vora 50.000 espectadors.
Durant la setmana anterior a l'esdeveniment hi havia entrenaments lliures, divendres i dissabte cronometrats i diumenge de bon matí es feien els definitius, que decidien l'ordre a la graella de sortida. Després es corria la cursa, repartida en dues mànegues de 45 minuts més dues voltes cadascuna, amb un descans entre mànegues d'una hora.
"El Vallès" (nom popular del circuit), fou testimoni de curses memorables i en força ocasions el públic vibrà amb èxits "de casa", com ara el 1973 amb la victòria de Jim Pomeroy (Bultaco) a la primera mànega, el 1977 en què Raymond Boven guanyà el GP amb una Montesa Cappra o el 1978 en què el podi fou acaparat per tres pilots de marques catalanes: Harry Everts (Bultaco), Jean-Paul Mingels (Montesa) i Torao Suzuki (Montesa). El 1979 fou potser l'any més apassionant, amb la segona posició a la segona mànega aconseguida pel català Toni Elías amb una Bultaco Pursang, en dura lluita amb Hakan Carlqvist fins al final.

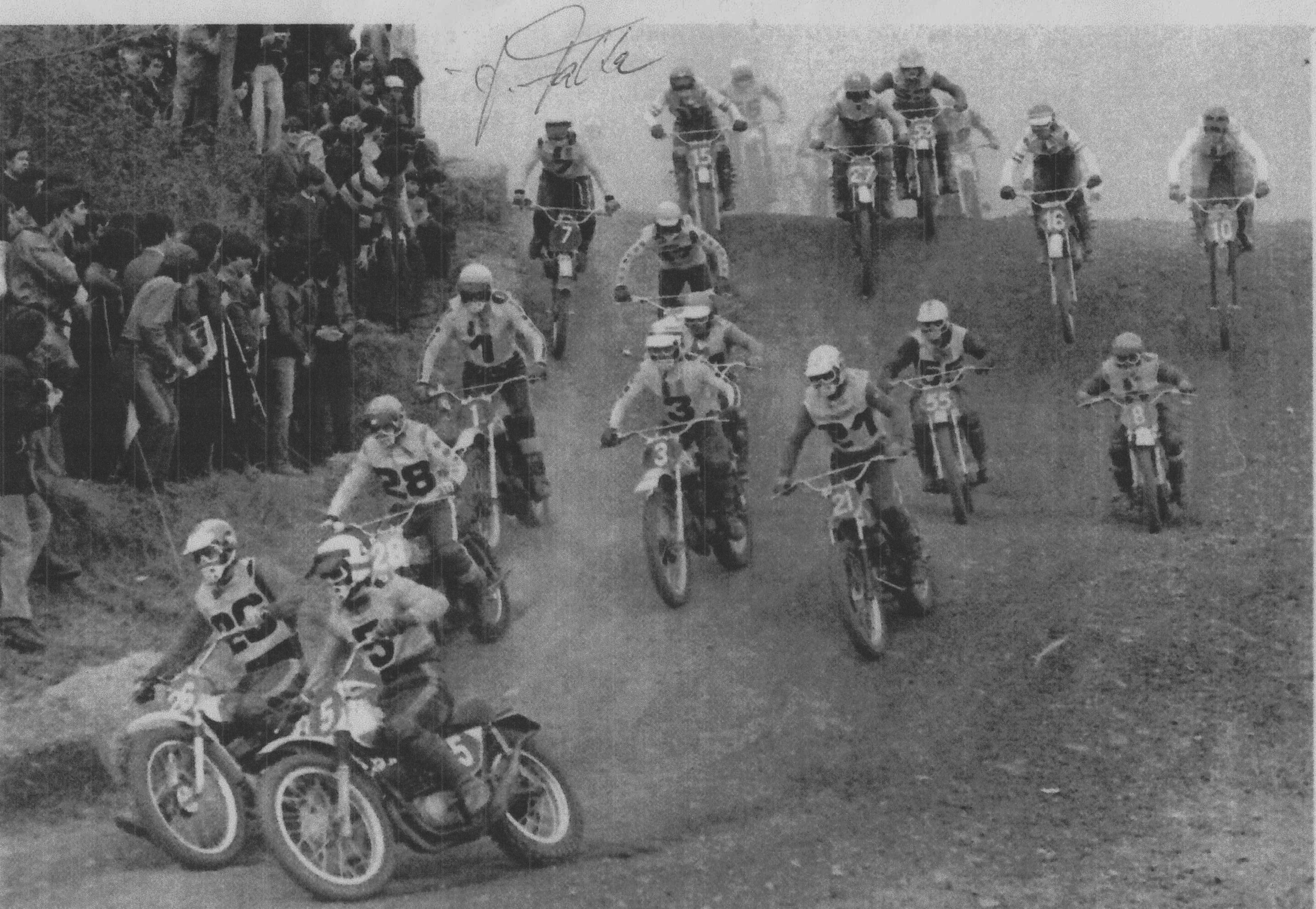
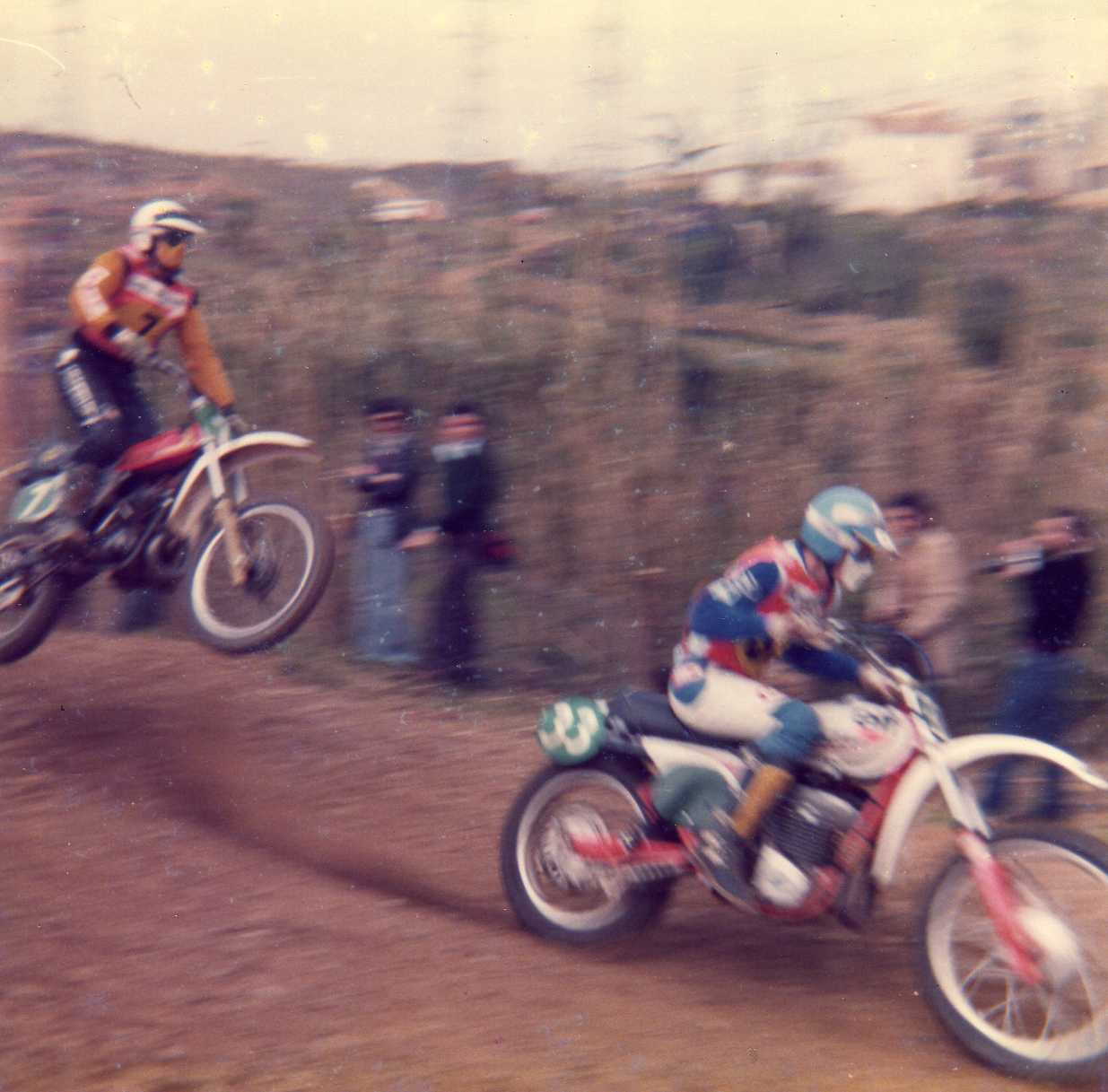
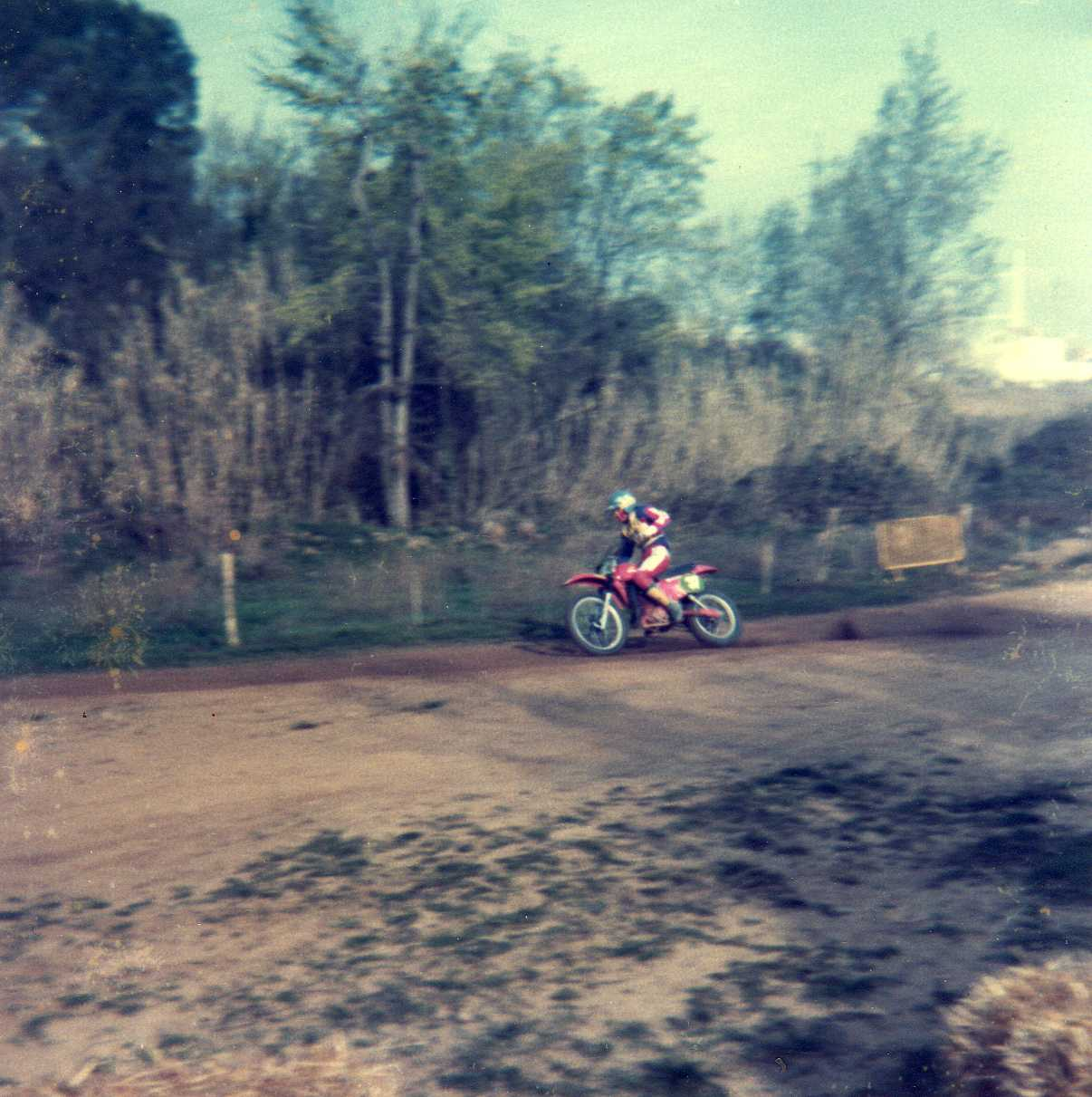
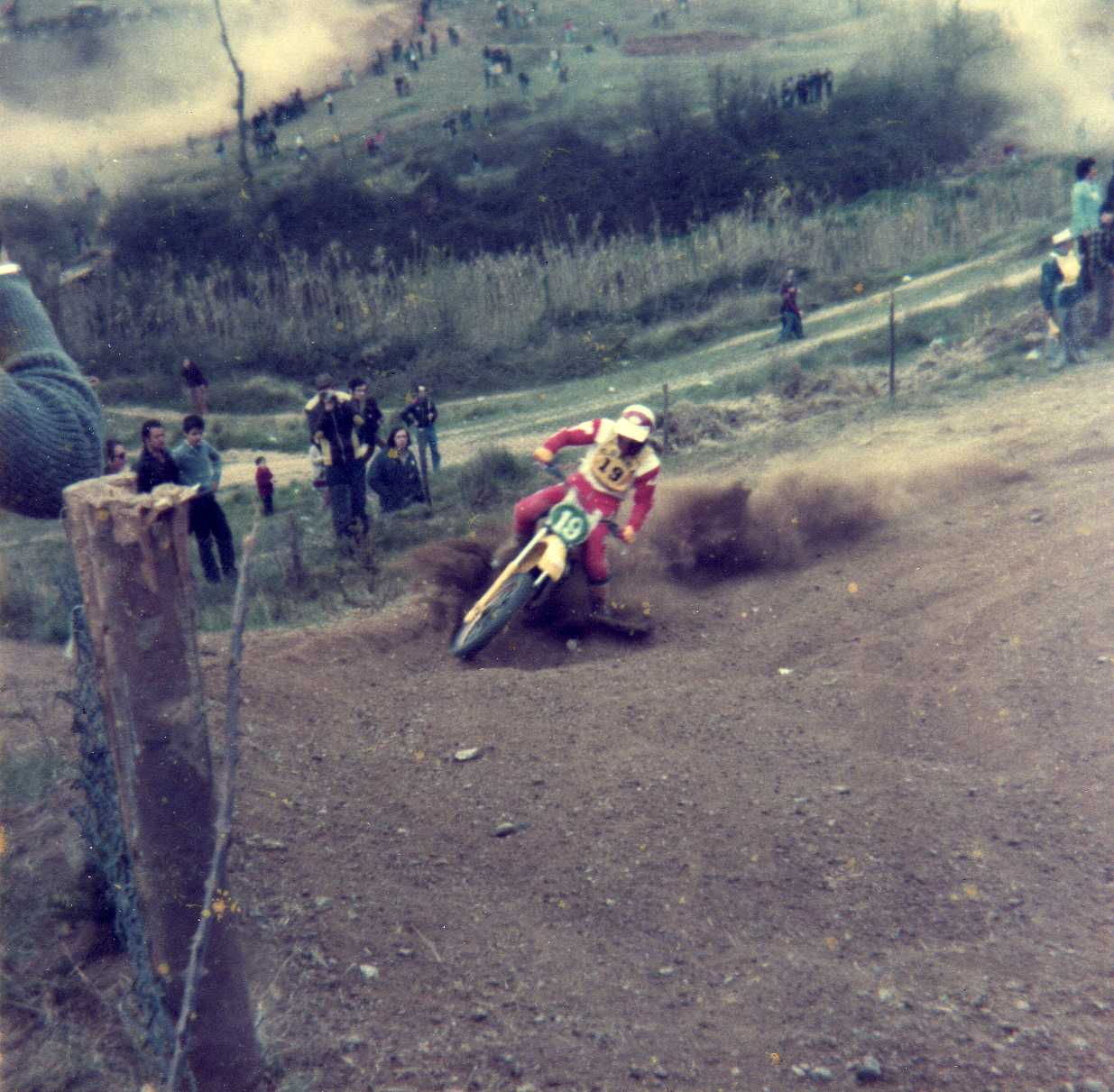
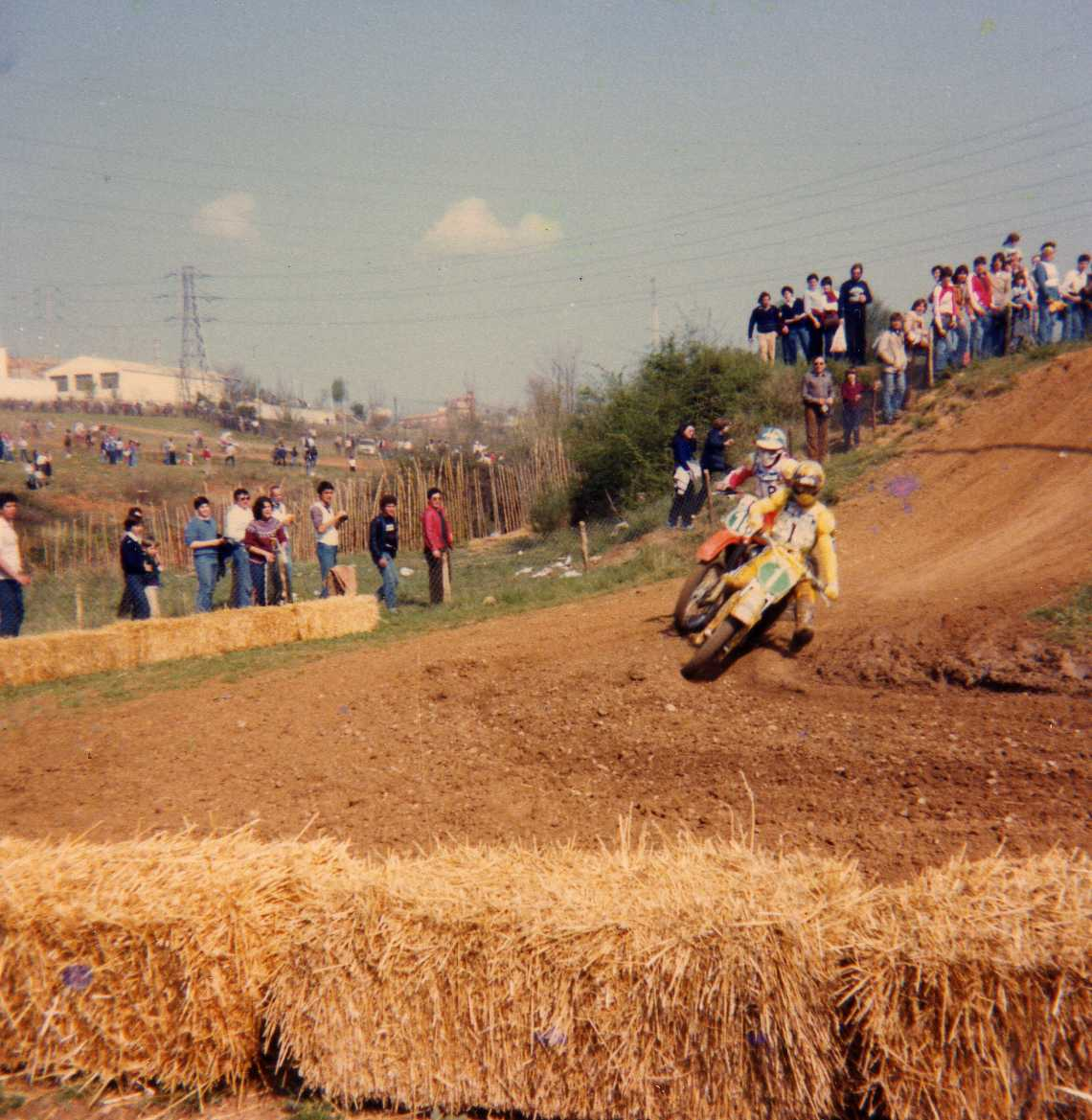

- Sortida de la primera mànega del GP d'Espanya de 1973. Jim Pomeroy (26) al davant.
- Raymond Boven (Montesa) a punt d'avançar Patrick Boniface el 1978
- Patrick Boniface (Honda) a punt d'enfilar la Pujada dels Pins el 1979
- Marty Moates amb la Yamaha el 1979
- Georges Jobé i Albert Ribó el 1981

### Altres curses
A banda del Gran Premi, el Circuit del Vallès fou escenari de moltes altres curses de motocròs i fins i tot algunes de Sidecarcross i d'autocross. A més a més, durant el cap de setmana del Gran Premi s'hi disputaven curses complementàries vàlides per a campionats júnior, sènior i copes de promoció com ara el Trofeu Montesa. També s'hi celebraren un parell d'edicions de les 12 Hores de Motocròs de Sabadell, una prova de Resistència TT.
Tot i que el circuit s'arranjava i s'acondicionava només un cop a l'any, s'hi podia veure gent entrenant o posant a punt les seves motocicletes sovint. De fet, era habitual que els fabricants catalans (Bultaco, Montesa i OSSA) hi anessin amb els pilots de fàbrica a provar a fons els seus prototipus.